# Theodulhorn
Das Theodulhorn (italienisch Corno del Teodulo) ist ein 3468 m ü. M. hoher Berg im Matterhorngebiet (Walliser Alpen) im Süden des Kantons Wallis auf der Grenze zwischen Italien und der Schweiz.

## Lage und Umgebung
Das Theodulhorn liegt auf dem Alpenhauptkamm südlich von Zermatt und nordöstlich von Breuil-Cervinia auf der Grenze zwischen Italien und der Schweiz. An der schweizerischen Seite im Norden und Osten liegen der obere und untere Theodulgletscher, die bis ca. 3000 bzw. 2700 Meter ins Tal Richtung Zermatt reichen. Die italienische Seite ist im Sommer eisfrei. Der Berg befindet sich inmitten eines grenzübergreifenden Skigebiets, welches auch im Sommer geöffnet ist. Von dem Gipfel hat man eine gute Aussicht auf die nahegelegenen Gipfel des Matterhorns, Klein Matterhorns und Breithorns. Weitere Viertausender, die man in der Umgebung erkennen kann, sind Nordend, Dufourspitze und Zumsteinspitze im Osten sowie die Bergkette rund um Dom, Täschhorn, Allalinhorn und Strahlhorn im Nordosten und das Weisshorn, Zinalrothorn und Dent Blanche im Norden bis Nordwesten. Zudem kann man in der Ferne im Norden noch die Berner Alpen inkl. Aletschhorn, Mönch und Jungfrau erkennen. Im Westen ist noch der Gipfel des Mont Blanc sichtbar und im Südwesten sind die Grajischen Alpen um den Gran Paradiso gut sichtbar.

## Besteigung
Der Berg kann vom Theodulpass bzw. der danebenliegenden Theodulhütte über den Südgrat mit «unschwieriger Kletterei» bestiegen werden. Vom Talort Breuil-Cervinia sind gut 1400 Höhenmeter zu überwinden.